# Мария Брабантска (1325 – 1399)
Вижте пояснителната страница за други личности с името Мария Брабантска.
Мария Брабантска (на нидерландски: Maria van Brabant; на френски: Marie de Brabant, * 1325, † 1399) от род Регинариди, е принцеса от Херцогство Брабант и чрез женитба херцогиня на Гелдерн и графиня на Цутфен.

## Биография
Тя е дъщеря на херцог Йохан III от Брабант (1300 – 1355) и съпругата му Мари от Éвро (1303 – 1335), дъщеря на граф Луи д’Eврьо (син на френския крал Филип III и Мария Брабантска).
Нейният брат Жан се жени през 1332 г. за Мари, дъщеря на Филип VI (крал на Франция. Другият ѝ брат, Хайнрих, се жени на 21 юни 1347 г. за Жана, дъщеря на Жан II Добрия (крал на Франция). Сестра ѝ Маргарета се омъжва през 1347 г. за Лудвиг II, граф на Фландрия.
Мария Брабантска се омъжва на 1 юли 1347 г. в Тервьорен за Райналд III Дебели (1333 – 1371), херцог на Гелдерн и граф на Цутфен от род Дом Васенберг. Бракът е бездетен. От 1350 г. Райналд III води война с по-малкия си брат Едуард и е пленен от него през 1361 г. в битката при Тил. Освободен е след неговата смърт през 1371 г. и умира след четири месеца.
Мария Брабантска се мести да живее в подарения ѝ замък в Тьорнхаут в Белгия. Тя основава манастир през 1393 г., а през 1398 г. църквата „Св. Петър“. Тя умира в Тьорнхаут през 1399 г. Погребана е в Брюксел.